# Секст Елий Кат
Вижте пояснителната страница за други личности с името Секст Елий Кат.
Секст Елий Кат (на латински: Sextus Aelius Catus; * ок. 30 г. пр. Хр.) е римски политик и генерал на ранната Римска Империя. Преселва около 50 000 гети, които живеели северно от Дунав, в Тракия.

## Биография
Произлиза от плебейската фамилия на Елии – Туберон (Aelii Tuberones). Син е на Квинт Елий Туберон (консул 11 г. пр. Хр.) и Емилия Прима Паула.
През 4 г. той е консул. Кат е проконсул на провинция Македония и легат в Мизия през 2 – 3 г. или по друга версия през 10 – 11 г. Кат преселва около 50 000 гети, които живеели северно от Дунав, в Тракия.
Той осиновява Луций Сей, синът на преторианския префект Луций Сей Страбон, който получава така името Луций Елий Сеян и през 14 г. заедно с родния си баща също става преториански префект и по-късно най-могъщият мъж след императора в Рим.
Кат има две дъщери: Елия Катела и Елия Петина, която се омъжва през 28 г. за по-късния император Клавдий, от когото се развежда, когато Сеян е смъкнат и убит през 31 г.
Дядо е на Клавдия Антония.